# Asly Ejbjerg
Asly Selma Ejbjerg (født 24. november 1911 i København, død 26. juni 1978 i Hvidovre) var en dansk atlet og medlem af Københavns IF. Hun satte i 1931 dansk rekord i højdespring med 1,35 m.

## Personlig rekord
- Højdespring: 1,35 Østerbro stadion 19. juli 1931